# 마지막 계곡
마지막 계곡(The Last Valley)은 미국에서 제작된 제임스 클라벨 감독의 1971년 모험 영화이다. 마이클 케인 등이 주연으로 출연하였다.

## 출연

### 주연
- 마이클 케인

### 조연
- 미구엘 알레한드로
- 플로린다 볼컨
- 나이젤 대번포트
- 존 할람